# Гетто в Новоельне
Гетто в Новое́льне (весна 1942 — лето 1943) — еврейское гетто, место принудительного переселения евреев поселка Новоельня Дятловского района Гродненской области и близлежащих населённых пунктов в процессе преследования и уничтожения евреев во время оккупации территории Белоруссии войсками нацистской Германии в период Второй мировой войны.

## Оккупация Новоельни и создание гетто
Перед войной население поселка Новоельня составляло 270 человек, из которых евреев было около 100 человек. Евреи жили компактно, заселяя улицу Ленина и несколько домов на соседних улицах Дворецкой, Первомайской и Шоссейной. Посередине улицы Ленина находилась синагога.
В июне 1941 года местечко было захвачено немецкими войсками, и оккупация продлилась до 9 июля 1944 года.
14 июля 1941 нацисты обязали всех евреев деревни нашить на верхнюю одежду шестиконечную желтую звезду на спину и на нарукавную повязку.
Весной 1942 года немцы, реализуя нацистскую программу уничтожения евреев, согнали евреев Новоельни в гетто.

## Условия в гетто

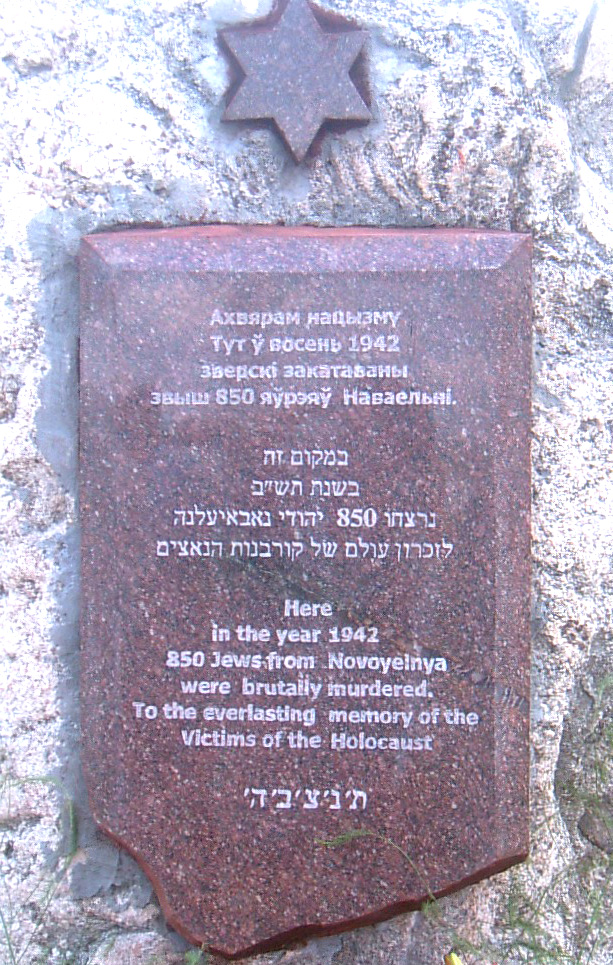
Надпись на памятнике евреям Новоельни

Под гетто отвели территорию бывшей воинской части на улице Шоссейной. Границы гетто были обнесены колючей проволокой и патрулировались полицаями, при этом гетто было «открытого типа», и евреям разрешалось выходить за ограждение, но обязательно являться на проверку. Взрослых узников использовали на принудительных работах.
Осенью 1942 года в гетто начали свозить евреев из других населенных пунктов.
Детский дом в Новоельне в апреле 1943 года перевели в Дятлово и объединили с дятловским. Той же весной 1943 года двух девочек-евреек из Новоельни (Валю Герц и Розу Авербах), которых под видом неевреек держали в этом детском доме, выдала новая воспитательница из Вильнюса. Детей убили.

## Уничтожение гетто
Летом 1943 года около 5-6 часов утра в Новоельню приехала машина с вооруженными немцами. Евреев собрали и погнали через железнодорожное полотно в лес, где находился глубокий ров, и всех расстреляли. Во время «акции» (таким эвфемизмом нацисты называли организованные ими массовые убийства) местные жители слышали плач, крики и стоны обреченных людей. На следующий день немцы привезли вагон извести и засыпали яму с телами убитых.

## Память
Братская могила была обнаружена при строительстве склада льно-экспортной базы, и 25 июня 2005 года на этом месте был установлен памятник жертвам геноцида евреев.

## Комментарии
1. ↑  В русском языке за служащими коллаборационистских полицейских органов закрепилось разговорное уничижительное название полица́й (во множественном числе — полица́и).